# Inoue Kowashi
Inoue Kowashi est un nom japonais traditionnel ; le nom de famille (ou le nom d'école), Inoue, précède donc le prénom (ou le nom d'artiste).
Le vicomte Inoue Kowashi (井上　毅, 6 février 1843 - 15 mars 1895) est un homme politique japonais de l'ère Meiji.

## Biographie

### Jeunesse
Issu d'une famille samouraï de la province de Higo (actuelle préfecture de Kumamoto), Inoue est le troisième fils du karō Gongobei Iida. En 1866, il est adopté par Shigesaburō Inoue, un autre serviteur du daimyo du domaine de Nagaoka. Repéré pendant l'enfance pour sa grande intelligence, Inoue entre à l'école confucianiste du domaine, et y devient finalement l'un des étudiants résidents. Il combat dans le camp impérial lors de la guerre de Boshin pour renverser le shogunat Tokugawa.
Après la restauration de Meiji, Inoue intègre le ministère de la Justice, il est envoyé en Allemagne et en France en qualité d'étudiant. Il avait appris le français à Nagasaki, avec le professeur Léon Dury.  Il devient un protégé d'Okubo Toshimichi qu'il accompagne à Pékin en Chine pour des négociations avec la cour des Qing après l'expédition de Taïwan de 1874. Après l'assassinat d'Okubo, il travaille étroitement avec Hirobumi Itō et Tomomi Iwakura, et devient membre du Genrōin.

### Bureaucrate Meiji
En 1875, grâce à son expérience en Europe, Inoue publie deux volumes intitulés Ōkoku Kenkoku Hō ("Constitutions pour Royaumes"), qui étaient des traductions des constitutions belges et prussiennes, le tout commenté par Inoue, qu'il présente à Tomomi Iwakura. Ce-dernier reconnait le talent d'Inoue et le charge de travailler à la rédaction d'une nouvelle constitution pour le Japon.
Avec le conseiller juridique allemand Karl Friedrich Hermann Roesler, Inoue travaille sur les projets de la constitution Meiji et de la loi de succession impériale. Il coopère aussi avec Nagazane Motoda à la préparation du rescrit impérial sur l'éducation.
En 1877, Inoue devient secrétaire général du Cabinet, puis secrétaire général de la chambre des pairs en 1881, bibliothécaire général adjoint de l'agence impériale en 1884, et enfin directeur général du bureau de législation du Cabinet en 1888.
Inoue devient membre du Conseil Privé en 1890, puis il est ministre de l'Éducation dans le second gouvernement d'Itō à partir de 1893. En 1895, il reçoit le titre de vicomte (shishaku) selon le système nobiliaire du kazoku.